# Національна республіканська армія (Італія)
Національна республіканська армія (італ. Esercito Nazionale Repubblicano, або ENR) — армія Італійської Соціальної Республіки (італ. Repubblica Sociale Italiana, або RSI) з 1943 по 1945 роки, яка воювала на боці нацистської Німеччини під час Другої світової війни.
ENR було офіційно сформовано 28 жовтня 1943 року шляхом злиття підрозділів колишньої Королівської армії (Regio Esercito), які все ще були вірними фашистському диктатору Беніто Муссоліні, та італійських пронацистських підрозділів, сформованих німцями після окупації Південної Італії.

## Історія

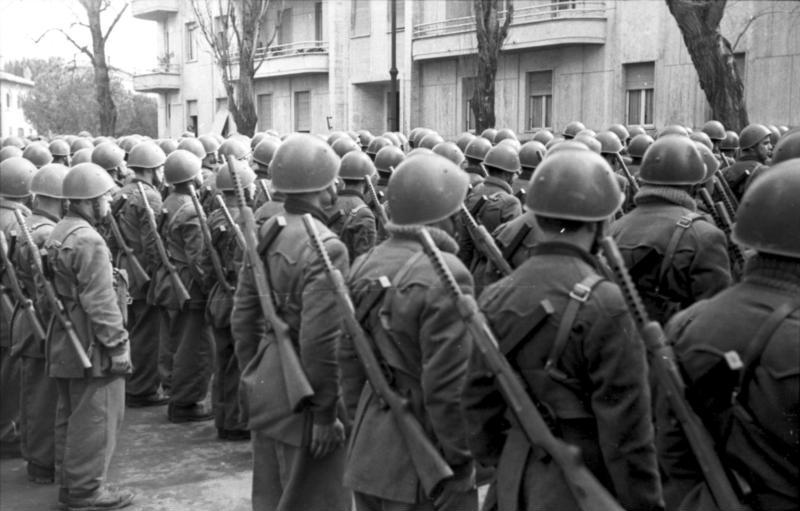
Війська Італійської Соціальної Республіки інспектуються генералом Люфтваффе Куртом Мельцером у Римі перед відправленням на фронт Анціо.

Внаслідок вторгнення союзників на Сицилію в липні 1943 року політичні сили, які були союзниками короля Віктора Еммануїла III, взяли владу в Італії, ув'язнили диктатора Беніто Муссоліні та домовилися про капітуляцію Італії, яке набуло чинності 8 вересня 1943 року.
12 вересня 1943 року німці розпочали операцію «Дуб» (Unternehmen Eiche) і врятували Муссоліні. Фашистська Італійська Соціальна Республіка (Repubblica Sociale Italiana, або RSI) була утворена як маріонеткова держава на півночі Італії з Муссоліні, її лідером. Маршал Родольфо Граціані був призначений міністром оборони RSI.
16 жовтня був підписаний Растенбурзький протокол з нацистською Німеччиною. Відповідно до цього протоколу RSI було дозволено формувати дивізії. Це дозволило Граціані зібрати чотири дивізії RSI загальною чисельністю 52 000 чоловік. У липні 1944 року перша з цих дивізій закінчила навчання і була відправлена на фронт.
Вербування військових сил було важким для RSI, оскільки більша частина італійської армії була інтернована німецькими військами в 1943 році, багато італійців були призвані на примусові роботи до Німеччини, і мало хто хотів воювати на боці нацистської Німеччини після 8 вересня 1943 року.
RSI надавав засудженим свободу, якщо вони приєднувались до армії, а смертний вирок накладався на кожного, хто виступав проти призову. Автономні військові сили в RSI також воювали проти союзників, включаючи горезвісну Decima Flottiglia MAS під командуванням принца Юніо Валеріо Боргезе. Боргезе не був вірним Муссоліні і навіть припустив, що візьме його в полон, якщо зможе.

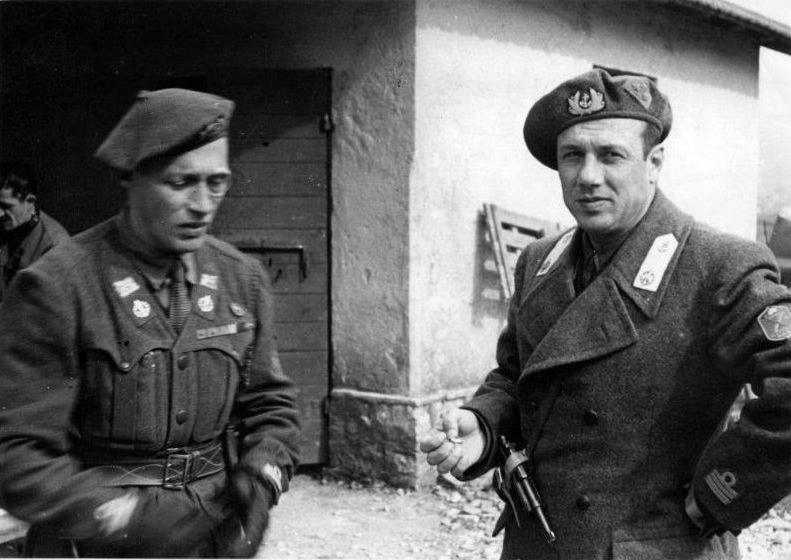
Принц Юніо Валеріо Боргезе (праворуч) і Умберто Барделлі з Decima MAS.

Протягом зими 1944—1945 рр. озброєні італійці перебували по обидва боки Готської лінії.
29 квітня 1945 року Граціані здався і був присутній у Казерті, коли представник німецького генерала Генріха фон Фітінгхоф підписав документ про безумовну капітуляцію для всіх сил Осі в Італії. Але, можливо, на знак низької поваги союзників до RSI, підпис Граціані не вимагався в Казерті. Капітуляція мала набути чинності 2 травня. Граціані наказав силам RSI під його командуванням скласти зброю 1 травня.

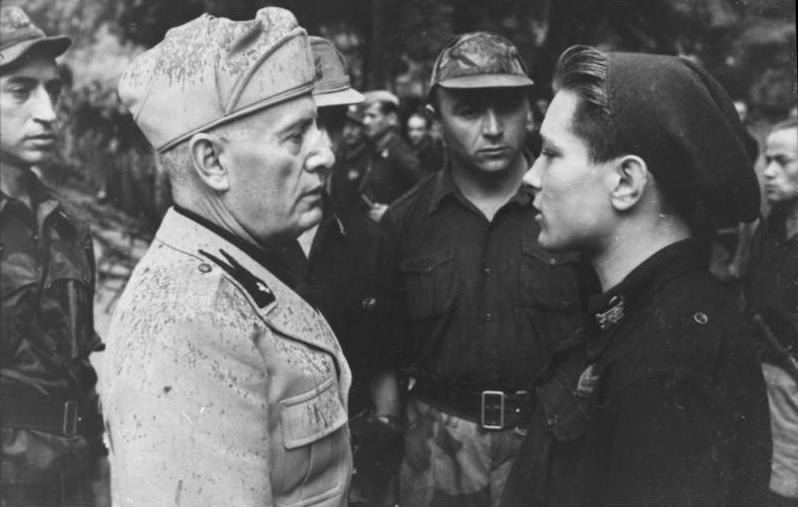
Муссоліні розмовляє з молодим солдатом Guardia Nazionale Repubblicana, Legione M — Guardia del Duce, 1944 рік.

Під час війни загинули близько 34 770 осіб, солдатів RSI, і, враховуючи звичайне співвідношення вбитих до поранених і вбитих до зниклих безвісти, загальна кількість втрат, ймовірно, перевищує 100 000. Більшість смертей (~21 600) припала на дії антипартизанських формувань, таких як національна гвардія, чорні бригади та територіальна міліція. Решта (~13 170) були завдані регулярними військовими силами, які переважно протистояли союзникам.

## Структура

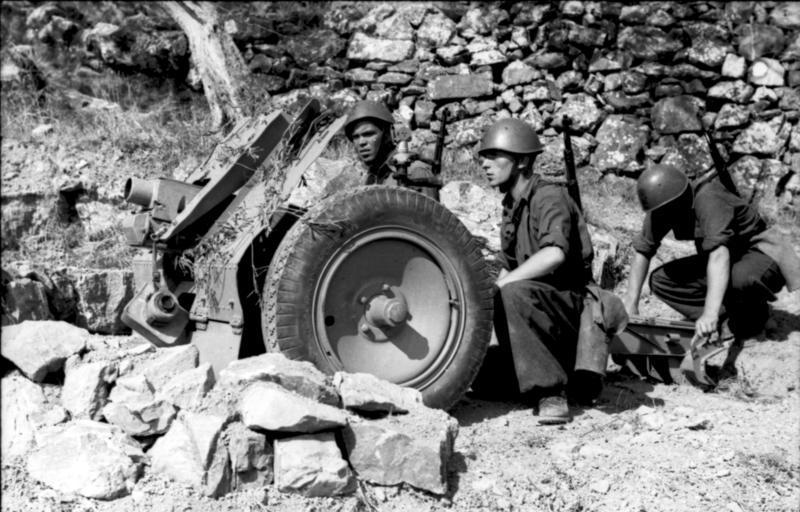
Італійські війська укомплектовані 7,5 cm leichtes Infanteriegeschütz 18.

ENR складався з чотирьох піхотних дивізій, які були підготовлені, навчені та оснащені в Німеччині:
- 1 дивізія берсальєрів «Італія»
- 2-га гренадерська дивізія «Літторіо»
- 3-тя дивізія морської піхоти «Сан-Марко»
- 4-та альпійська дивізія «Монтероса»

Існувала також велика кількість дрібніших автономних одиниць.